# Bit (narzędzie)

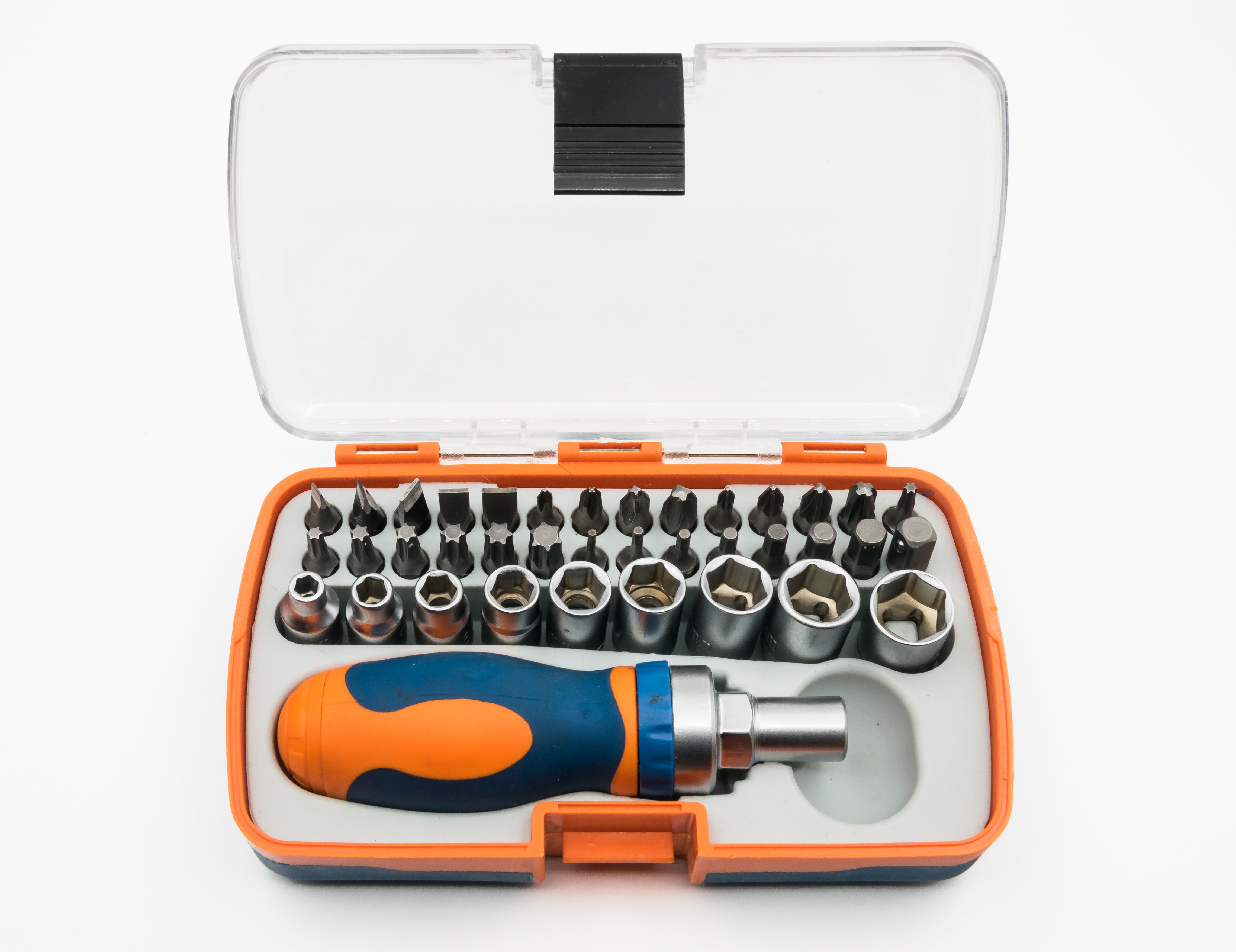
Wkrętak z kompletem bitow

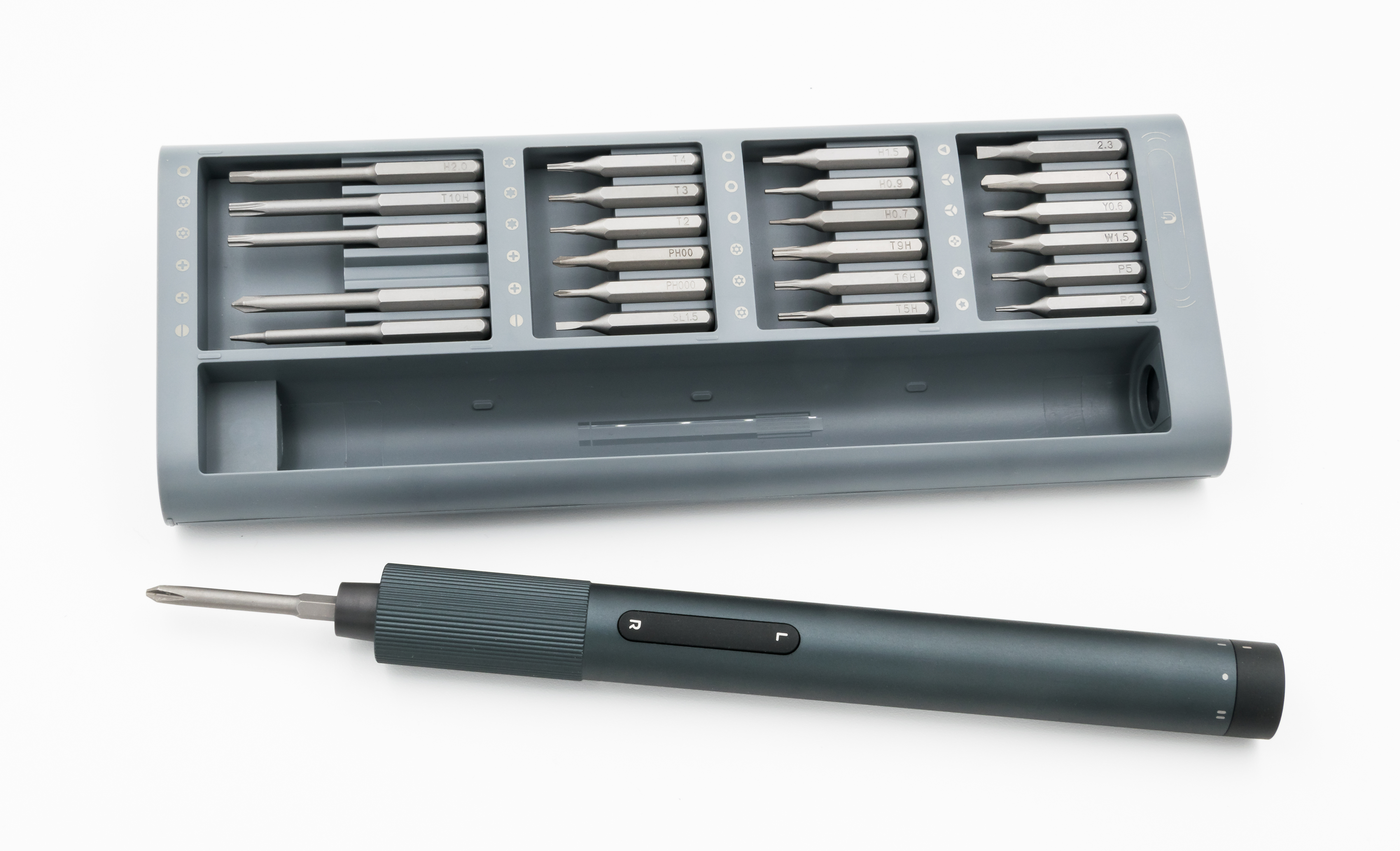
Wkrętak elektryczny Xiaomi wraz z kompletem bitów

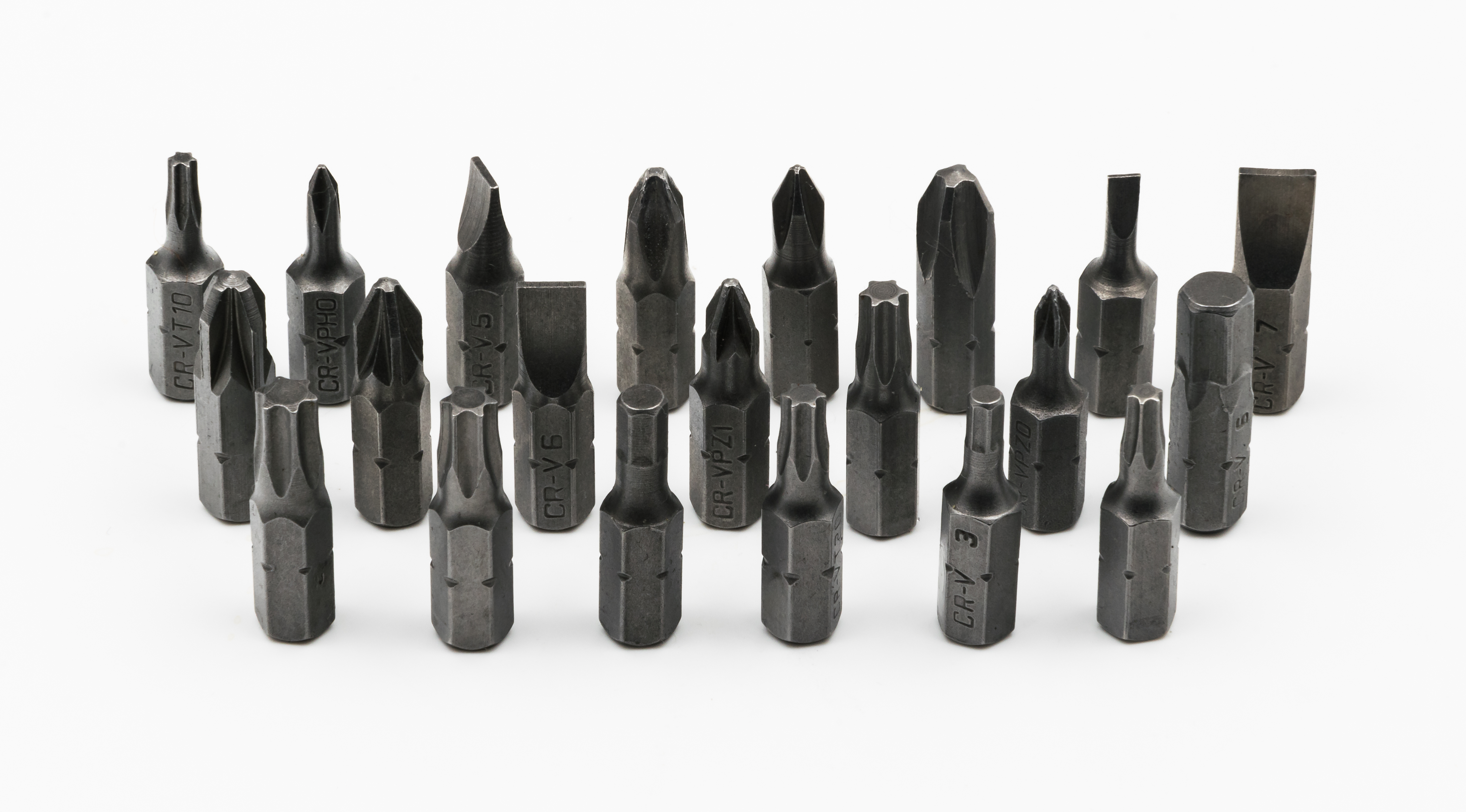
Zestaw bitów

Bit – końcówka robocza przystosowana do wkręcania i wykręcania wkrętów, mocowania w uchwycie ręcznym lub z napędem elektrycznym. Bit wykonany jest z sześciokątnego profilu stalowego. Jeden z końców jest odpowiednio wyprofilowany, całość utwardzona. Końcówki robocze, tzw. groty, najczęściej mają kształt odpowiadający kształtom nacięć łbów wkrętów:
- płaskich
- krzyżowych (Phillips, Pozidriv, Torq-Set)
- gwiazdkowych Torx
- trójkątnych Tri-Wing
- kwadratowych
- sześciokątnych (imbusowych)

Ideą stosowania bitów była oszczędność – zamiast całego narzędzia wymieniana jest jedynie końcówka robocza, mająca bezpośredni kontakt z wprawianym w ruch elementem złącznym, i najbardziej się zużywająca.
Nazwa „bit” przyjęta została z języka angielskiego. Nazwa „grot” wydaje się być najlepszym określeniem w języku polskim, choć lokalnie spotykana jest też nazwa „czubek”.
W handlu spotykane luzem lub w zestawach. Zestawy najczęściej posiadają dodatkowo narzędzie umożliwiające zamocowanie i operowanie grotem – ręczne („obsadkę”) lub z napędem elektrycznym (wkrętarkę). Zestaw taki może być uniwersalnym kompletem wkrętaków, jednak ze względu na znaczną grubość mocowania bitu zastosowanie takiego narzędzia jest ograniczone.